# Île Thule
Pour les articles homonymes, voir Thule.
L'île Thule (aussi appelée île Morrell) est l'une des îles les plus australes des îles Sandwich du Sud, proche de l'île Cook et de l'île Bellingshausen.

## Géographie
L’île Thule est de forme approximativement triangulaire, d'une surface de 14 km2 et d'une longueur d'environ 3 km. Son point culminant est le mont Larsen (en), haut de 725 m (nommé ainsi en hommage à l'explorateur de l'Antarctique Carl Anton Larsen), un ancien volcan dont le cratère est rempli d'un lac. De la vapeur a été aperçue dans ce cratère en 1962.

## Histoire

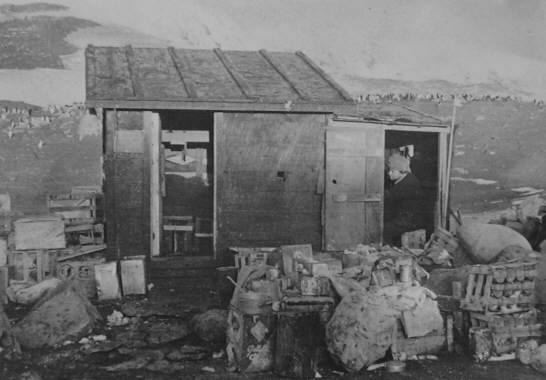

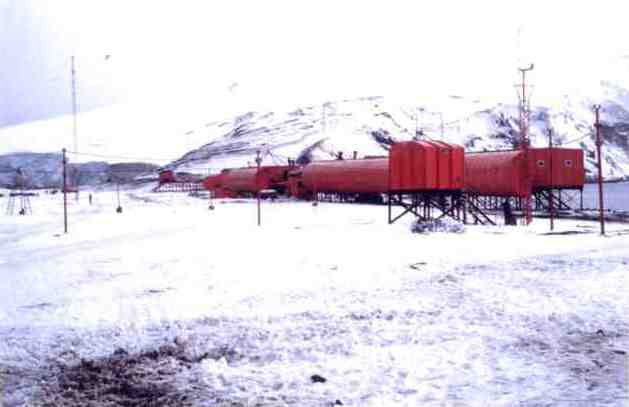

Afin de faire valoir sa revendication sur les îles Sandwich du Sud, l'Argentine a mis en place la station Teniente Esquivel à Ferguson Bay, sur la 
côte sud-est le 25 janvier 1955. La station a dû être évacuée en janvier 1956 en raison d'une éruption volcanique. 
En 1976, l'Argentine a établi une base militaire sur l'île Thule appelée Corbeta Uruguay sur la côte Est de l'île. Les Britanniques découvrirent la présence de la base argentine dès son installation, mais choisirent de rechercher une solution diplomatique à la question jusqu'en 1982. La base a été occupée par les forces britanniques à la suite de la guerre des Malouines et finalement détruite en 1982.